# Sphaceloma
Sphaceloma es un género de hongos en la familia Elsinoaceae. Sus especies son patógenos de las plantas, y causan antracnosis y enfermedades de costra. Este género posee una distribución amplia y se estima contiene 52 especies.